# Skrócenie jambiczne
Skrócenie jambiczne (łac. correptio iambica lub brevis syllaba brevians syllabam sequentem, w skrócie brevis brevians) – zjawisko fonetyczne występujące w łacinie w okresie przedklasycznym. Objawia się w kilku postaciach:
1) głoska końcowa otwarta w wyrazach dwusylabowych o strukturze jambu (tj. pierwsza sylaba krótka, druga długa) ulega irracjonalnemu skróceniu:  > .
2) skróceniu ulega sekwencja jambiczna w wyrazie wielosylabowym, jeśli bezpośrednio po niej następuje sylaba akcentowana, typu: () > (), np. ămīcítia > ămĭcítia. Działa to również na sylaby długie z pozycji, np. vŏlūptátes > vŏlŭptátes.
3) skróceniu ulega sekwencja jambiczna kończąca dany wyraz, jeśli pierwsza sylaba następnego wyrazu jest akcentowana: ... ... > ... ..., np. impĕrā, quíd vis > impĕră, quíd vis.
Skrócenie jambiczne przestaje działać w II wieku p.n.e., w związku z tym zjawiska przedstawione powyżej w punktach 2) i 3) nie występują w późniejszej poezji (można je obserwować u Plauta i Terencjusza). Skrócone wyrazy jambiczne (punkt 1) ulegają leksykalizacji, dlatego ostatnia sylaba takich wyrazów jest dla poezji (również klasycznej) albo krótka (np. bĕnĕ, mimo że końcówka przysłówka powinna być długa, jak w longē) albo obojętna co do długości (np. wyraz mĭhī często występuje jako mĭhĭ, tĭbī jako tĭbĭ itd.).